# Drožanje
Drožanje je naselje v Občini Sevnica. Razložna vas leži pod Drožanjsko goro nad Drožanjskim potokom, ob katerem vodi Drožanjska cesta do bližnje Sevnice. Od okoli 130 prebivalcev se jih danes  le manjšina ukvarja s kmetovanjem. V 19. in v začetku 20. stoletja so bile tu štiri velike kmetije, ki so redile govedo in obdelovale njivske in travniške površine ter vinograde.
Nad vasjo stoji cerkev sv. Martina v Lamperčah. Cerkev je v osnovi zelo stara, saj ima še romansko ladjo. Na zahodu ima prizidan zvonik iz leta 1737 in zakristijo na severu prezbiterija. Oprema je baročna in iz 19. stoletja. Bila je večkrat obnovljena, med drugim po viharju leta 1839, ko so okoliški prebivalci obnovili zvonik in kupili nove zvonove.
V Drožanju je bil rojen slovenski pravnik in ekonomist dr. Franc Stegenšek (1889 - 1969).